# أمقيد (أدلس)
أمقيد هي قرية تابعة لبلدية ادلس وتعتبر الأبعد بمسافة تقدر 360 عن البلدية و420 عن الدائرة و600 عن مركز الولاية، يقطنها حؤالي 900 نسمة كما أنها تشتهر بالرعي وتربية المواشي وزراعة النخيل.

## المناخ
يظهر الجدول التالي التغييرات المناخية على مدار السنة لأمقيد:
| البيانات المناخية لـأمقيد         | البيانات المناخية لـأمقيد | البيانات المناخية لـأمقيد | البيانات المناخية لـأمقيد | البيانات المناخية لـأمقيد | البيانات المناخية لـأمقيد | البيانات المناخية لـأمقيد | البيانات المناخية لـأمقيد | البيانات المناخية لـأمقيد | البيانات المناخية لـأمقيد | البيانات المناخية لـأمقيد | البيانات المناخية لـأمقيد | البيانات المناخية لـأمقيد | البيانات المناخية لـأمقيد |
| الشهر                             | يناير                     | فبراير                    | مارس                      | أبريل                     | مايو                      | يونيو                     | يوليو                     | أغسطس                     | سبتمبر                    | أكتوبر                    | نوفمبر                    | ديسمبر                    | المعدل السنوي             |
| --------------------------------- | ------------------------- | ------------------------- | ------------------------- | ------------------------- | ------------------------- | ------------------------- | ------------------------- | ------------------------- | ------------------------- | ------------------------- | ------------------------- | ------------------------- | ------------------------- |
| متوسط درجة الحرارة الكبرى °م (°ف) | 20.1 (68.2)               | 23.4 (74.1)               | 27.4 (81.3)               | 32.2 (90.0)               | 36.1 (97.0)               | 40.8 (105.4)              | 42.2 (108.0)              | 41.1 (106.0)              | 38.5 (101.3)              | 33.3 (91.9)               | 27.0 (80.6)               | 21.8 (71.2)               | 32.0 (89.6)               |
| المتوسط اليومي °م (°ف)            | 12.3 (54.1)               | 15.3 (59.5)               | 19.2 (66.6)               | 23.9 (75.0)               | 28.2 (82.8)               | 33.0 (91.4)               | 34.2 (93.6)               | 33.3 (91.9)               | 30.9 (87.6)               | 25.5 (77.9)               | 19.1 (66.4)               | 14.0 (57.2)               | 24.1 (75.3)               |
| متوسط درجة الحرارة الصغرى °م (°ف) | 4.6 (40.3)                | 7.2 (45.0)                | 11.0 (51.8)               | 15.7 (60.3)               | 20.4 (68.7)               | 25.3 (77.5)               | 26.2 (79.2)               | 25.6 (78.1)               | 23.3 (73.9)               | 17.8 (64.0)               | 11.3 (52.3)               | 6.3 (43.3)                | 16.2 (61.2)               |
| الهطول مم (إنش)                   | 3 (0.1)                   | 1 (0.0)                   | 2 (0.1)                   | 2 (0.1)                   | 1 (0.0)                   | 1 (0.0)                   | 0 (0)                     | 1 (0.0)                   | 1 (0.0)                   | 1 (0.0)                   | 2 (0.1)                   | 4 (0.2)                   | 19 (0.6)                  |
| المصدر: climate-data.org          |                           |                           |                           |                           |                           |                           |                           |                           |                           |                           |                           |                           |                           |